# Soure, Brasilien
Soure är en ort i Brasilien.   Den ligger i kommunen Soure och delstaten Pará, i den nordöstra delen av landet, 1 700 km norr om huvudstaden Brasília. Soure ligger 17 meter över havet och antalet invånare är 18 212. Den ligger på ön Ilha de Marajó.
Terrängen runt Soure är mycket platt. Havet är nära Soure åt sydost. Det finns inga andra samhällen i närheten.